# Пак Чін
Пак Чін (кор. 박진, 朴振; нар. 16 вересня 1956) — південнокорейський дипломат і політик. Він є депутатом 16-го, 17-го, 18-го і 21-го скликань Національної асамблеї Республіки Корея. 40-й міністр закордонних справ Республіки Корея.

## Життєпис
У 1977 році склав іспит з дипломатичної роботи та служив офіцером Міністерства закордонних справ Південної Кореї з 1978 року. З 1980 по 1983 рік він служив морським офіцером на курсах військово-морських курсантів. У 1983 році він був обраний на сьомий семестр фінансованих державою міжнародних досліджень і отримав ступінь магістра державного управління в Гарвардській школі імені Кеннеді в 1985 році та ступінь доктора філософії. Доктор політології в Оксфордському університеті в 1993 році.
У 1993—1998 рр. — працював прес-секретарем у закордонних справах та політичним секретарем у президентському секретаріаті адміністрації Кіма Ен Сема.
У 1999—2002 рр. — професор-дослідник, Інститут досліджень Сходу та Заходу, Університет Йонсей
У 2002—2004 рр. — Член 16-ї Національної асамблеї Республіки Кореї
У 2004—2017 рр. — Президент Корейсько-Британського товариства
У 2004—2008 рр. — Член 17-ї Національної асамблеї Республіки Кореї
У 2004—2017 рр. — Президент Корейсько-Британського товариства
У 2004—2008 рр. — Член 17-ї Національної асамблеї Республіки Кореї, Голова Міжнародного комітету Великої національної партії
У 2007—2008 рр. — Голова підкомітету із закордонних справ, об'єднання та безпеки, 17-й президентський перехідний комітет
У 2008—2012 рр. — Член 18-ї Національної асамблеї Республіки Кореї (округ Чонно)
У 2008—2010 рр. — Голова комітету закордонних справ, торгівлі та об'єднання, 18-ої Національної асамблеї Південної Кореї 
У 2013—2020 рр. — Професор кафедри Вищої школи міжнародних і країнознавства, Університет іноземних мов Ханґук
У 2014 році — Міжнародний науковий співробітник Міжнародного наукового центру Вудро Вільсона
У 2017—2020 рр. — Голова Корейсько-американської асоціації
З травня 2020 року — Депутат 21-ї Національної асамблеї Республіки Кореї  (2-й округ Каннам)
З червня 2020 року — Голова Спеціального комітету з питань дипломатії та безпеки, Партія влади народу (Південна Корея)
З липня 2020 року — Член Комітету закордонних справ та об'єднання 21-ї Національної асамблеї (Південна Корея), Голова Форуму глобальної дипломатії та безпеки 21-ї Національної асамблеї (Південна Корея), Співголова Асоціації досліджень політики майбутнього, 21-ша Національна асамблея Південної Кореї.
З вересня 2020 року — Співпрезидент Форуму парламентської дипломатії Сполучених Штатів, 21-а Національної асамблеї Республіки Кореї
З січня 2022 по березень 2022 р. — Голова Комітету глобального бачення, 20-й президентський виборчий штаб, Партія влади народу (Південна Корея)
З квітня 2022 р. — Голова делегації політичних консультацій між Південною Кореєю та США, 20-й президентський комітет з перехідних питань
З травня 2022 року — Міністр закордонних справ Республіки Корея.